# Maria Hilf (Berching)

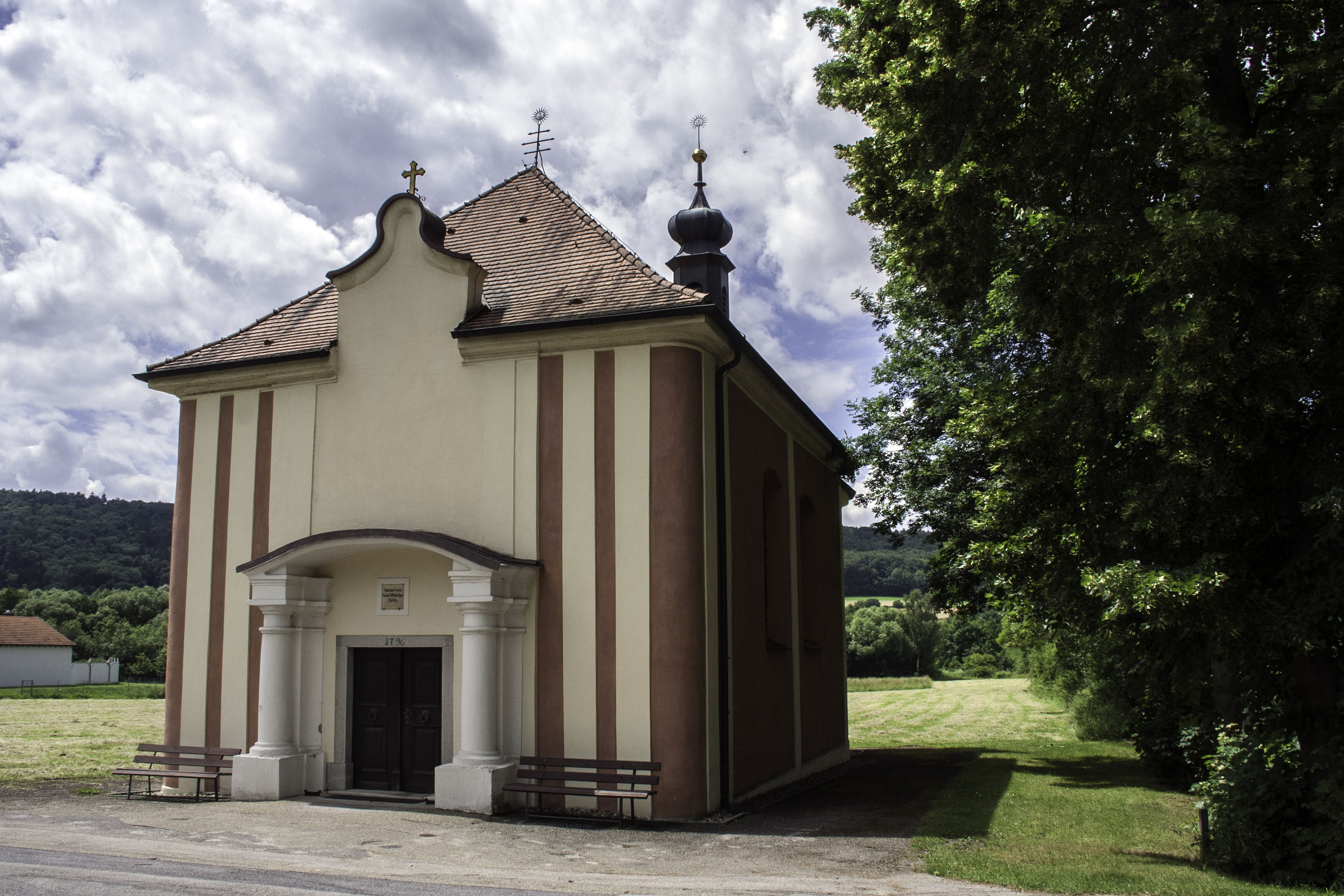
Außenansicht der Wallfahrtskirche Maria Hilf von Nordosten

Die römisch-katholische Wallfahrtskirche Maria Hilf ist ein kleiner klassizistischer Kirchenbau am südlichen Stadtrand von Berching, einer Stadt im bayerischen Landkreis Neumarkt in der Oberpfalz.

## Geschichte
Der Bau wurde im Jahr 1796 von Maria Anna Margaretha Vögele von Berching, Färberswitwe und Tochter des Hauses Pettenkofer, aus eigenen Mitteln erbaut. Sie fand in der Kapelle 1801 auch ihre letzte Ruhestätte. Noch im Jahr 1796 konnte das Kirchlein von Stadtpfarrer Melchior Bößl geweiht werden. Bald darauf kamen viele Wallfahrer aus nah und fern, um an der Kopie des Gnadenbildes Mariahilf zu beten. Davon zeugen zahlreiche Votivbilder und andere Weihegaben.
Am 24. April 1945, also kurz vor dem Ende des Zweiten Weltkriegs, wurden Fenster, Dach, Decke und Altäre der Maria-Hilf-Kirche aufgrund einer nahen Sprengung stark beschädigt. Bei einer Renovierung, die unmittelbar danach in den Jahren 1945/46 erfolgte, konnten die Schäden behoben werden. Dabei erhielt das Kirchlein auch zwei sehenswerte Deckenfresken des Münchner Kirchenmalers Josef Wittmann. Vom 26. Mai bis zum 2. Juni 1946 wurde mit einer feierlichen Prozession von der Stadtpfarrkirche Mariä Himmelfahrt in Anwesenheit des Diözesanbischofs Michael Rackl das 150-jährige Kirchenjubiläum begangen. Im Jahr 1978 wurde das Gebäude außen, 1985 innen renoviert. Im Jahr 1996 konnte das 200-jährige Kirchenjubiläum gefeiert werden. Wiederum mit Beteiligung des Diözesanbischofs Walter Mixa wurde das Gnadenbild für eine Festwoche in die Stadtpfarrkirche übertragen, wo es bei Gottesdiensten und Andachten verehrt wurde.

## Beschreibung

### Architektur
Die ungewöhnlicherweise nach Westen ausgerichtete Saalkirche mit eingezogener, gerundeter Apsis ist 22 Meter lang und 9 Meter breit. Sie besitzt auf der Ostseite ein für den Zeitgeschmack typisches Säulenportal nach antikem Vorbild, das dem Stil nach zu urteilen von dem Eichstätter Hofbaumeister Maurizio Pedetti stammen könnte. Darüber erhebt sich ein geschwungener Zwerchgiebel. Das zweijochige Langhaus mit rundbogigen Fensteröffnungen besitzt ein Walmdach. Oberhalb des Chores sitzt ein kleiner Dachreiter mit Zwiebelhaube. Darin befinden sich zwei Glocken mit den Tönen a2 und h2, die nur zu seltenen Anlässen von Hand geläutet werden.

### Ausstattung
Das Kircheninnere ist ganz im Stile einer spätbarocken Saalkirche gestaltet. Im Zentrum des Hochaltares, oberhalb des Tabernakels, befindet sich das Gnadenbild der Gottesmutter Maria mit dem Jesuskind auf dem Arm. Die Darstellung ist eine Kopie des Gnadenbildes Mariahilf von Lucas Cranach dem Älteren, die im 17. Jahrhundert auf Holz gemalt wurde. Am linken Seitenaltar befindet sich eine bekrönte Figur der Mondsichelmadonna, wiederum mit dem Jesuskind auf dem Arm, die mit einem Strahlenkranz hinterlegt ist. Der rechte Seitenaltar zeigt eine spätgotische Figurengruppe der Beweinung Christi.
In der Mitte der rechten Seitenwand ist das klassizistische Stifterbild in einem schweren Barockrahmen angebracht. Es zeigt, wie Familienmitglieder der Stifter bei der Maria-Hilf-Kirche kniend beten. Darüber schwebt das Gnadenbild auf einer mit Putten besetzten Wolke. Zwei Votivtafeln verweisen auf Brandkatastrophen in der Stadt Berching: eine auf den Brand des Gredinger Tores am 17. Juni 1819, bei dem sieben Mitglieder der Türmerfamilie ums Leben kamen, eine andere auf den „großen Stadtbrand“ vom 17. Juli 1885, bei dem ein Großteil des oberen Marktes in Schutt und Asche fiel. Weitere Ausstattungsstücke sind Bildnisse der Heiligen Mutter Anna und der Heiligen Ottilia, eine Statue der Heiligen Cäcilia sowie eine fast lebensgroße Plastik der Madonna von Fátima, die 1978 vom Berchinger Frauenbund gestiftet wurde.

### Orgel
Die Orgel von Maria Hilf wurde 1895 von dem in Nürnberg ansässigen Orgelbauer Joseph Franz Bittner errichtet. Das Kegelladeninstrument mit pneumatischen Spiel- und Registertrakturen umfasst insgesamt neun Register auf einem Manual und Pedal. Die Disposition lautet wie folgt:
| I Manual C–f3 |            |       |
| 1.            | Prinzipal  | 8′    |
| 2.            | Gambe      | 8′    |
| 3.            | Salicional | 8′    |
| 4.            | Gedeckt    | 8′    |
| 5.            | Oktave     | 4′    |
| 6.            | Flöte      | 4′    |
| 7.            | Mixtur III | 2 ⁄3′ |

| Pedal C–d1 |             |     |
| 8.         | Subbass     | 16′ |
| 9.         | Violoncello | 08′ |

- Koppeln: I/P